# Eder Cruz
Éder Cruz (20 de enero de 1989, Tuxpam, México) es un futbolista mexicano que juega como delantero, y que actualmente milita en el Mineros de Zacatecas del Ascenso MX.

## Trayectoria
Fue jugador de las divisiones inferiores de Pachuca FC.
Para el torneo de invierno 2015 es transferido al Club Santos de Guápiles, en donde termina anotando 6 goles. Para el torneo de verano 2016 logra su mejor temporada al terminar como el máximo goleador de su equipo con 7 anotaciones.
Después de terminar el año futbolístico 2015-2016 con 13 goles en la Primera División de Costa Rica se anuncia como refuerzo para el torneo Clausura 2016 de los Loros de la Universidad de Colima de la Liga de Ascenso de México.

## Clubes
| Club                              | País       | Año             |
| --------------------------------- | ---------- | --------------- |
| Club de Fútbol Pachuca            | México     | 2009            |
| Tampico Madero Fútbol Club        | México     | 2009 - 2010     |
| Cafetaleros de Tapachula          | México     | 2010            |
| Club de Fútbol Pachuca            | México     | 2011            |
| Club León                         | México     | 2012            |
| Club Irapuato                     | México     | 2012 - 2014     |
| Tlaxcala FC                       | México     | 2014 - 2015     |
| Santos de Guápiles                | Costa Rica | 2015 - 2016     |
| Loros de la Universidad de Colima | México     | 2016 - 2017     |
| Mineros de Zacatecas              | México     | 2017 - Presente |

- Datos: Q24526470